# 油麻地

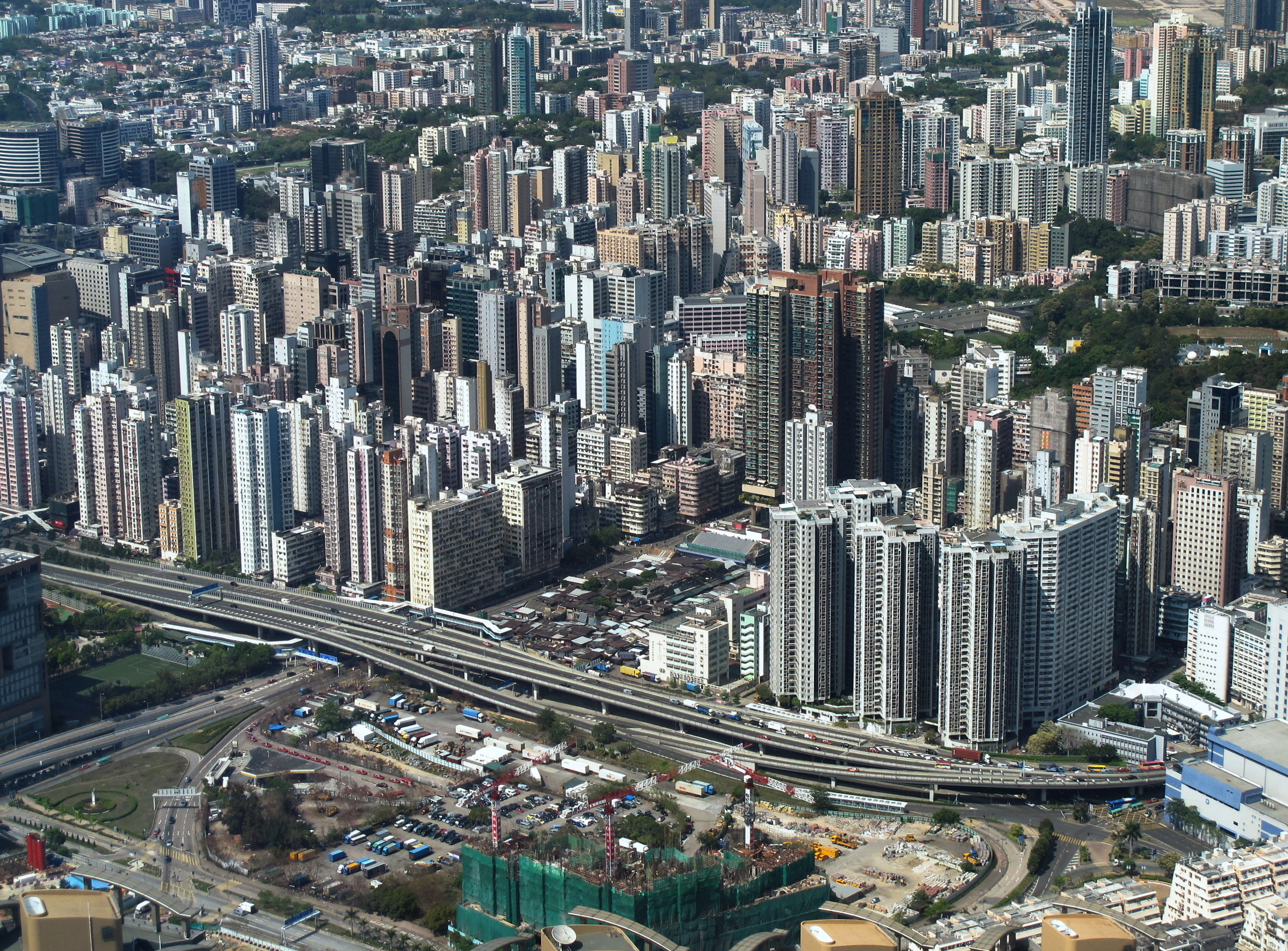
從環球貿易廣場俯瞰油麻地（2011年）

油麻地（英語：Yau Ma Tei），原名油蔴地，位於香港九龍半島西部，行政上屬於油尖旺區，其範圍北至登打士街與旺角分界，南至西貢街接壤官涌，其東面為何文田及京士柏，南面的官涌一帶因應地鐵興起而形成佐敦的地名，區內的廣華醫院亦是中华民国第12、13任总统馬英九的出生地。

## 歷史

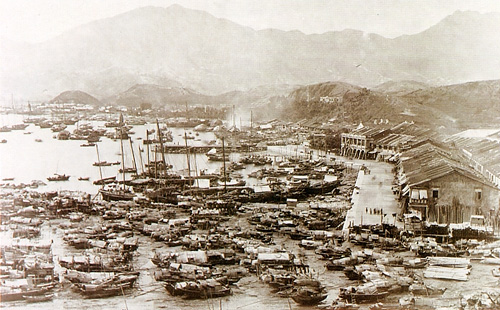
1880年油麻地海邊

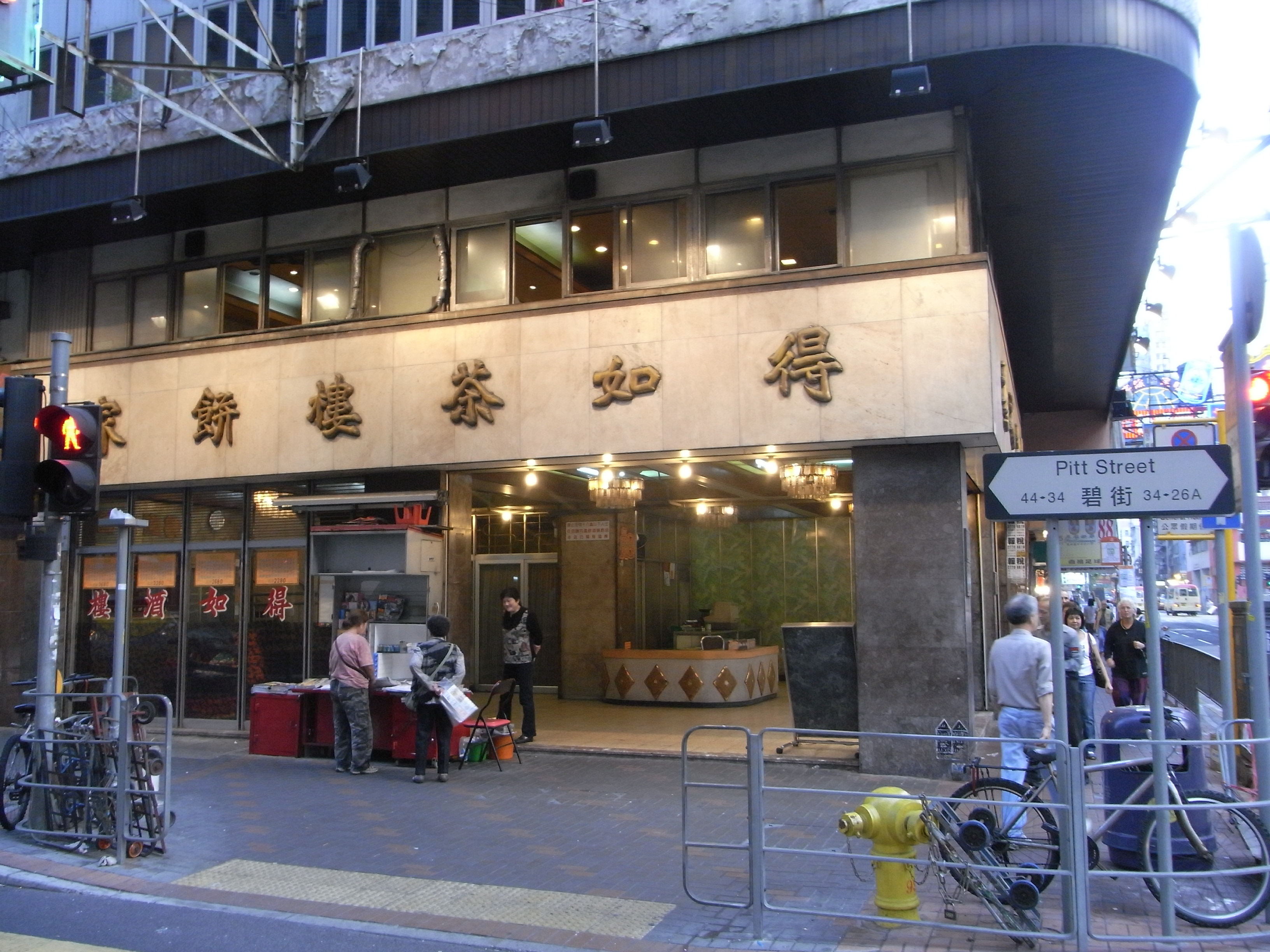
得如茶樓

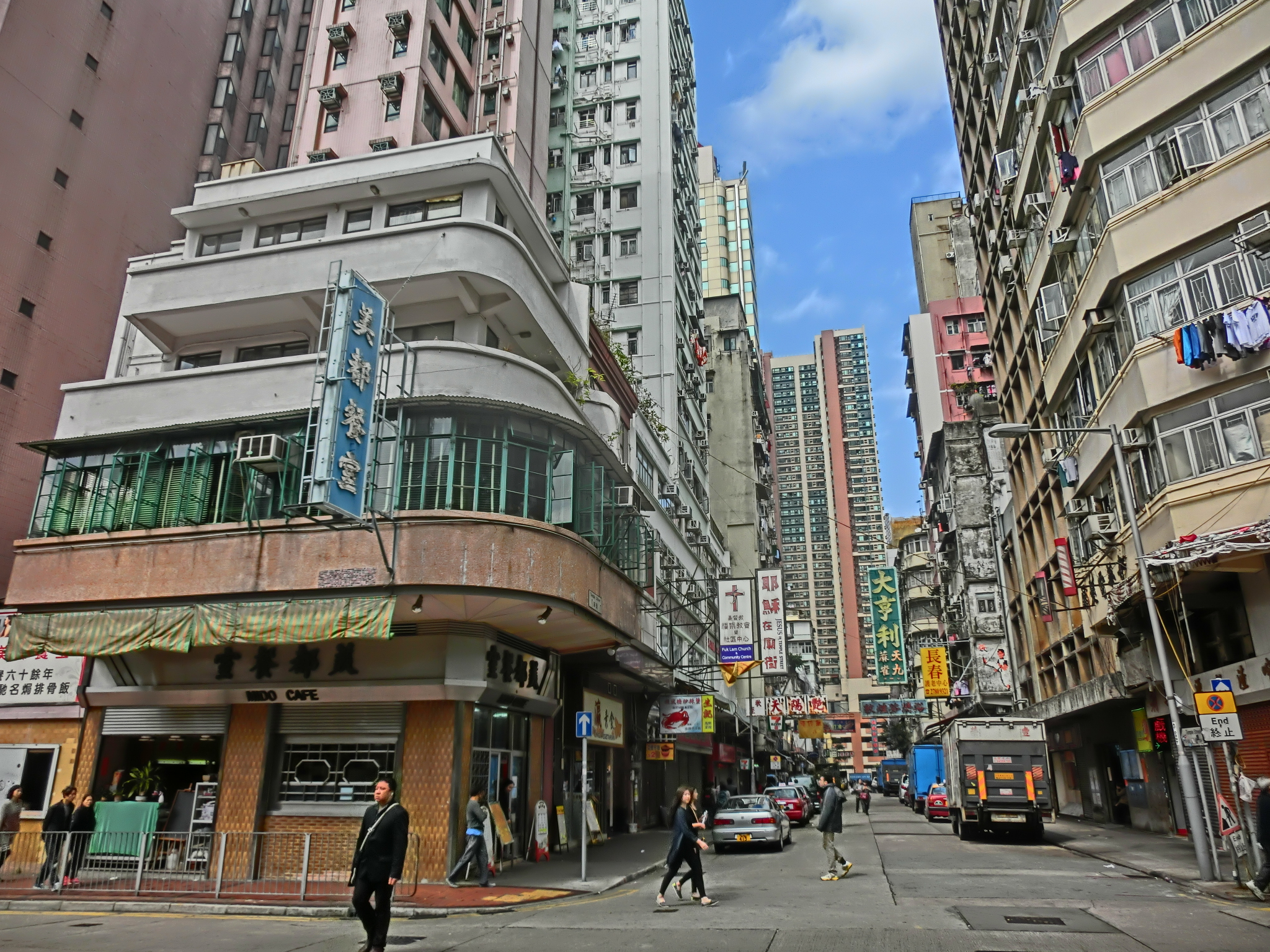
美都餐室的騎樓設計極具特色

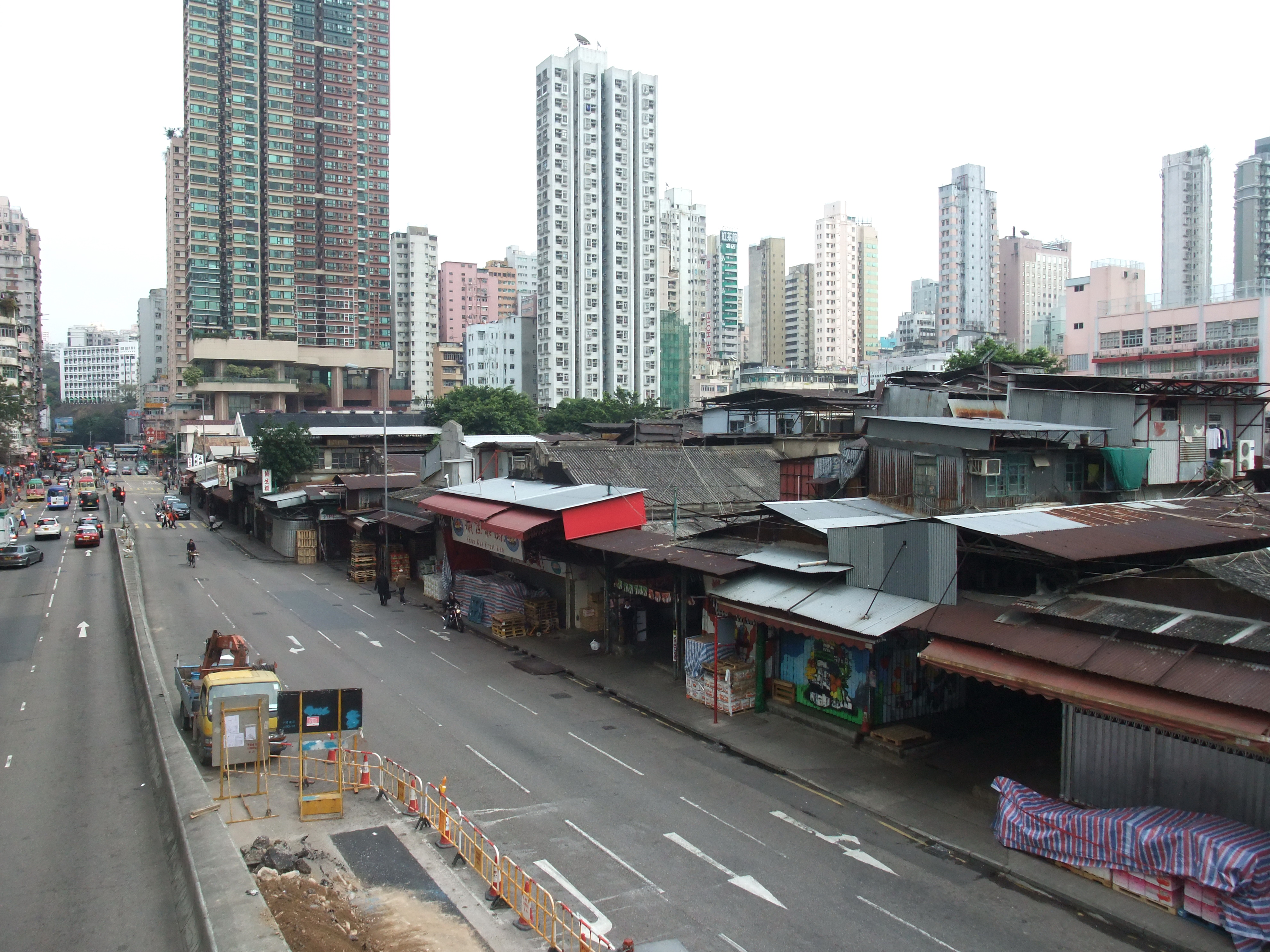
建於1913年的果欄，是香港主要水果批發市場

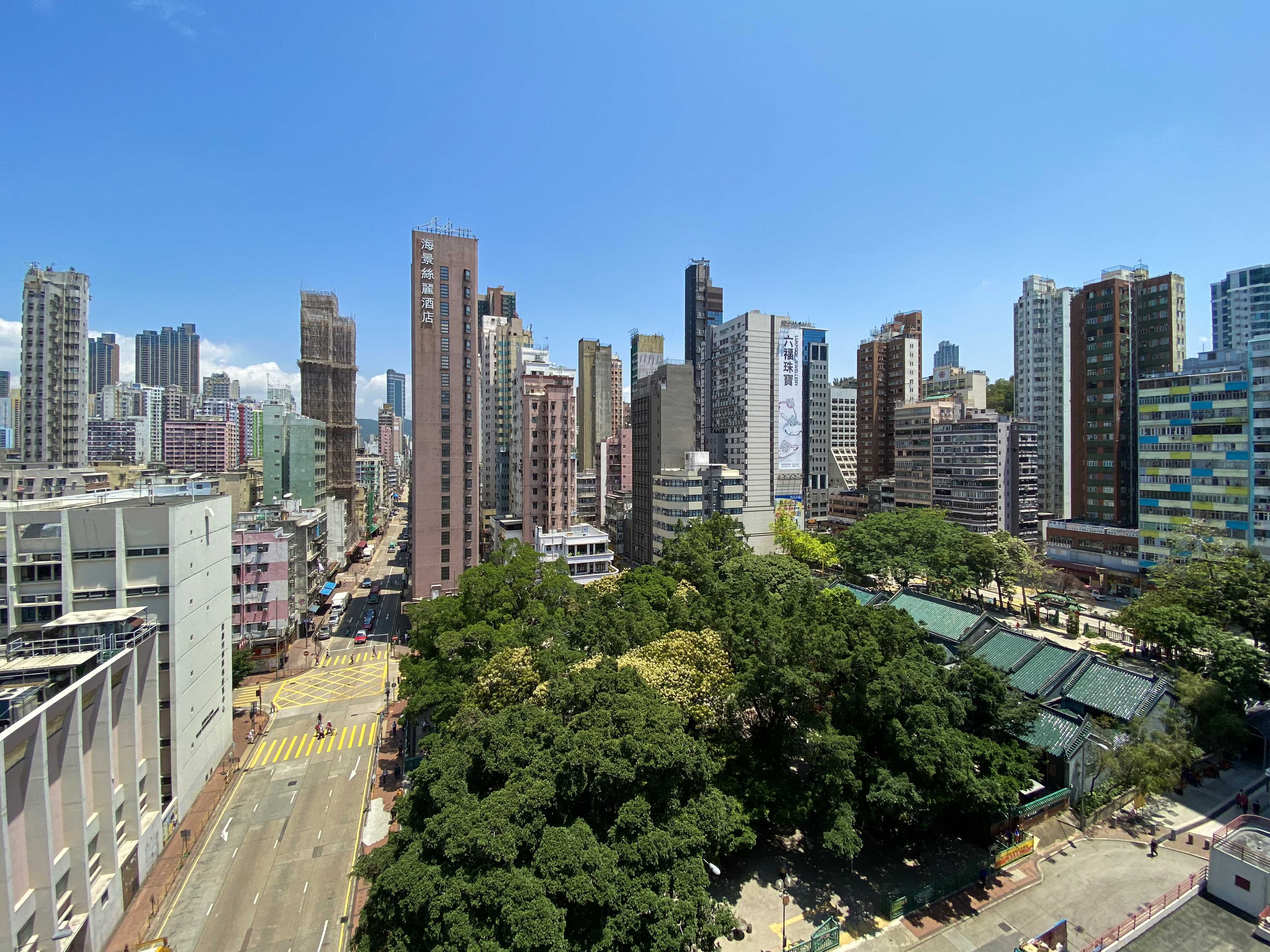
油麻地社區中心休憩花園設油麻地天后廟

早年油麻地人煙稀少，清代嘉慶二十四年刊行的《新安縣志》，並沒有關於油麻地的任何記載。油麻地之名與油麻地天后廟及區內原有的海上產業有密切關係。根據天后廟內1870年（同治九年）所立碑記，當時該地稱為「蔴地」。是漁民晾曬船上麻纜的地方。後來到了1875年（光緒元年），不少經營補漁船的桐油及麻纜商店於區內設立，故改稱為「油蔴地」（油麻地）。根據1873年的差餉收冊中，居住油麻地的人士除了經營船隻維修、麻纜、槳櫓、鐵匠及木材外，還有經營雜貨、理髮、米店、妓院、鴉片、長生店、儀仗花橋等等。
與香港其他舊區一樣，油麻地的樓宇多數是地下和二樓為商業用途，其餘的樓層則是住宅。著名的廟街就在區內；廟街因油麻地天后廟而得名。每天晚上廟街的馬路會擺滿售賣各式各樣貨品和食品的攤檔，有如台灣的夜市。由於貨品價格比較便宜，而且街道充滿地道特式，廟街已成為旅客的旅遊點。
油麻地是歷史悠久的地區，中華電力公司早於1903年開始為人口稠密的油麻地區供電，香港歷史最悠久的豆製品品牌——廖孖記腐乳，也在1905年在閩街成立，於1911年成立的廣華醫院更是九龍第一所醫院。區內有不少歷史建築物，例如油麻地戲院、油麻地抽水站宿舍（俗稱「紅磚屋」）和油麻地警署，此外果欄、玉器市場和俗稱榕樹頭的油麻地休憩公園等地方都極具特色，還有舊式茶樓得如酒家（已結業）。

## 社區問題

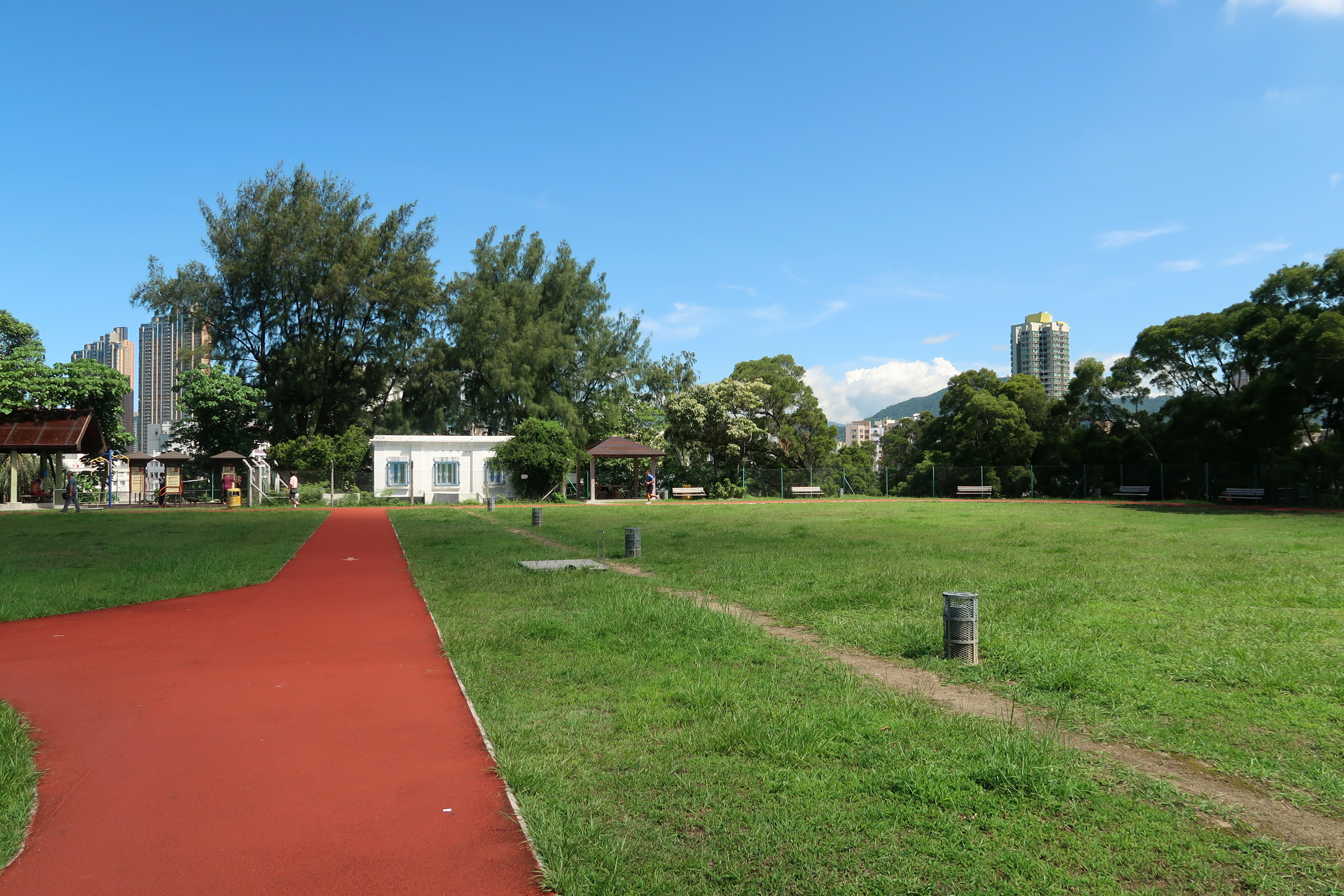
在山上的油麻地配水庫休憩花園

由於開發時缺乏城市規劃和監管，地產商在發展市區外圍的新區時，為了盡量利用昂貴的土地，一方面將新建建築物向高空發展，另一方面將大廈與大廈之間的距離縮至最小，形成屏風樓效應，使市區內部的舊區變得有如盆地一樣。在香港其他地區如大圍、荃灣及深水埗均面對同樣問題。有油麻地居民表示，周遭興建了屏風樓宇後，使區內氣溫上升，有居民要開著空調消暑，令夏天的電費高昂。
2007年環保團體環保觸覺調查發現，油麻地填海區地皮其中一幅位於油麻地海泓道、欣翔道與友翔道交界填海區的地皮（現址為御金·國峯），地積比率高達7.5倍，發展商將建成多幢130米高的住宅，堵塞區內唯一通風口，擋住光線並減慢風速，造成屏風效應，令旺角至油麻地一帶居民的生活環境變差。
有研究發現油麻地的人均公共休憩空間僅得1.5平方米，低於政府訂立的2平方米標準。

## 教育
中小學
- 拔萃女書院（於1913年遷入）
- 九龍華仁書院（於1952年遷校到油麻地）
- 真光女書院（於1973年10月12日創立）
- 循道中學（於1958年11月1日創立）
- 油蔴地天主教小學（於1968年9月2日正式開學）
- 油蔴地天主教小學（海泓道）
- 保良局陳守仁小學
- 基督教香港信義會信義中學（於1958年11月4日創立）
- 東莞同鄉會方樹泉學校（於1970年啟用）
- 中華基督教會灣仔堂基道小學（於1968年10月啟用）
- 油蔴地街坊會學校（於1966年啟用）

大專
- 香港理工大學轄下的香港專上學院西九龍校園
- 青年會專業書院

## 宗教建築
- 油麻地天后廟
- 聖依納爵小堂
- 香港基督教循道衛理聯合教會安素堂

## 交通

### 主要街道
- 窩打老道
- 碧街
- 東方街
- 彌敦道
- 砵蘭街
- 上海街
- 新填地街
- 渡船街
- 德昌街
- 麗翔道/翱翔道
- 文明里
- 澄平街
- 東莞街
- 永星里
- 石壁道
- 眾坊街
- 廟街
- 加士居道
- 甘肅街
- 北海街
- 西貢街
- 寧波街
- 長樂街
- 南京街
- 中九龍幹線（項目預計2025年啟用）

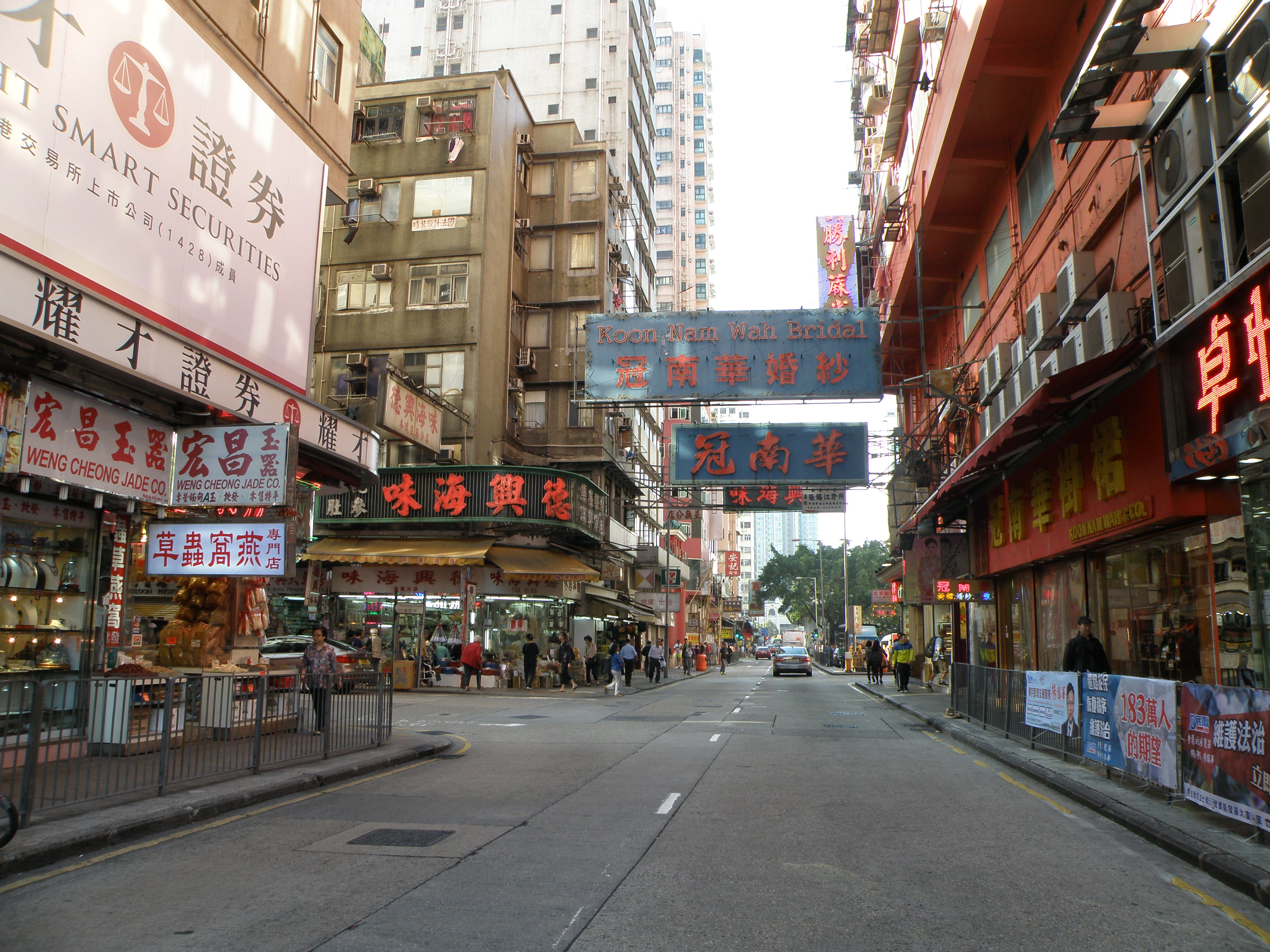
甘肅街

- 廣東道（玉器市場營業時間：09:00-18:00/玉器街）
- 炮台街（油麻地街市營業時間：06:00-20:00）
- 欣翔道
- 海泓道
- 海庭道
- 大舊灣

### 公共交通

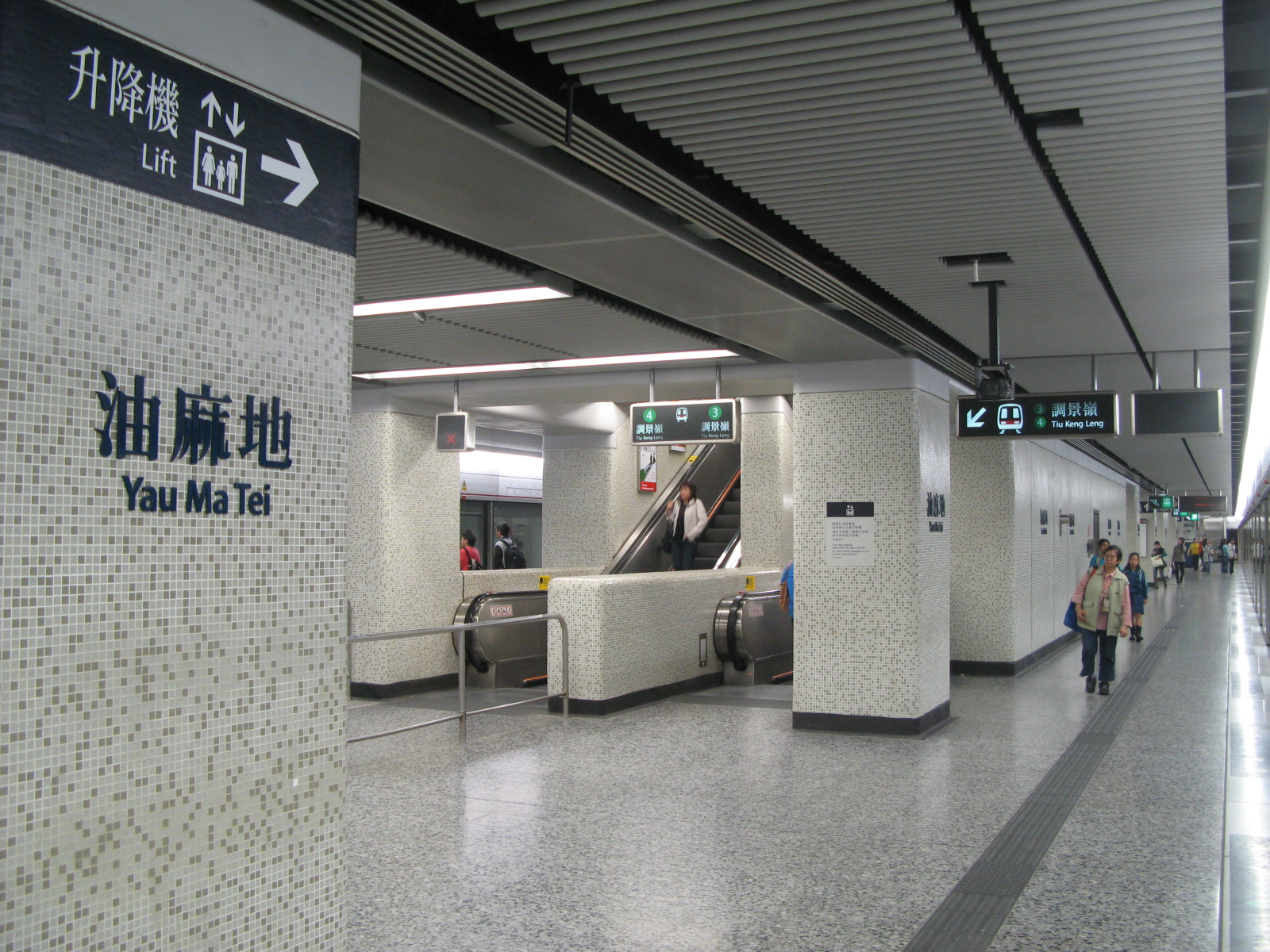
港鐵油麻地站

## 區議會議席分佈
1980年代地方行政計劃實行時設有油麻地區議會，其後1988年因應地方意見更名為油尖區議會，再於1994年與旺角區議會合併為現有的油尖旺區議會。早年官涌一帶被視為油麻地一部分，唯佐敦站啟用後，佐敦的地名亦因而興起，故為方便比較以下範圍包括佐敦道以南至柯士甸道以北地區，涵蓋官涌及佐敦區域。
| 年度/範圍                                    | 2000-2003                                | 2004-2007                          | 2008-2011                      | 2012-2015                                  | 2016-2019                          | 2020-2023                          |
| -------------------------------------------- | ---------------------------------------- | ---------------------------------- | ------------------------------ | ------------------------------------------ | ---------------------------------- | ---------------------------------- |
| 登打士街、彌敦道、甘肅街、渡船街             | 油麻地選區及旺角西選區的一部分           | 油麻地選區及旺角西選區的一部分     | 油麻地選區及旺角西選區的一部分 | 油麻地選區及旺角西選區的一部分             | 油麻地南選區及油麻地北選區的一部分 | 油麻地南選區及油麻地北選區的一部分 |
| 登打士街、東鐵綫、加士居道、彌敦道           | 京士柏選區                               | 京士柏選區                         | 京士柏選區                     | 京士柏選區                                 | 尖東及京士柏選區                   | 尖東及京士柏選區                   |
| 加士居道、佐敦道、渡船街、甘肅街             | 渡船角選區、佐敦選區及京士柏選區的一部分 | 佐敦選區                           | 佐敦西選區及佐敦東選區的一部分 | 佐敦西選區、佐敦東選區及京士柏選區的一部分 | 佐敦北選區                         | 佐敦北選區                         |
| 加士居道、佐敦道、廣東道、柯士甸道、漆咸道南 | 尖沙咀西選區及尖沙咀東選區的一部分       | 尖沙咀西選區及尖沙咀東選區的一部分 | 佐敦東選區                     | 佐敦東選區                                 | 佐敦南選區                         | 佐敦南選區                         |

註：以上主要範圍尚有其他細微調整（包括編號），請參閱有關區議會選舉選區分界地圖及條目。

## 外部連結
- 香港政府檔案處 （页面存档备份，存于）